# Khalifa Sankaré
Papa Khalifa Sankaré (ur. 15 sierpnia 1984 w Dakarze) – senegalski piłkarz występujący na pozycji pomocnika w Cádiz CF.